# Hanyang-Universität
Die Hanyang-Universität (HYU) ist eine private Forschungsuniversität in Südkorea. Der Hauptcampus liegt in Seoul und das „Education Research Industry Cluster“, kurz: ERICA-Campus, liegt in Ansan.
Der Name „Hanyang“ kommt vom alten Namen Seouls während der Joseon-Zeit. Kim Lyun-joon gründete das erste nationale technische Institut (DongA Engineering Institute) 1939, das die Vorläuferinstitution war. Weitere Einrichtungen wurden bis 1959 strukturiert. Die Hanyang University ist weltweit anerkannt in der technischen Forschung und hat ein Netzwerk von mehr als 300.000 Alumnis aus verschiedenen Bereichen. Deshalb wirbt die Universität mit der Eigenbezeichnung „Engine of Korea“ (Triebwerk von Korea).
Derzeit gibt es 15 Fakultäten und 60 Departments auf dem Seoul-Campus sowie 8 Fakultäten und 40 Departments auf dem ERICA-Campus. Weiterhin bietet die Universität 21 Graduiertenfakultäten an (Möglichkeit, einen Master zu machen oder zu promovieren). Die Hanyang University hat ein großes Netzwerk an Partnerhochschulen weltweit: 700 Universitäten in 70 Ländern sowie jährlich über 2500 internationale Studenten. Die Hochschule belegte Platz 171 im QS World University Ranking 2016 und Platz 68 als The World’s Most Innovative Universities by Reuters. In einem weiteren Hochschulen-Ranking der JoongAng Ilbo, belegte der Seoul-Campus Platz 2 und der ERICA-Campus Platz 8 in Südkorea.

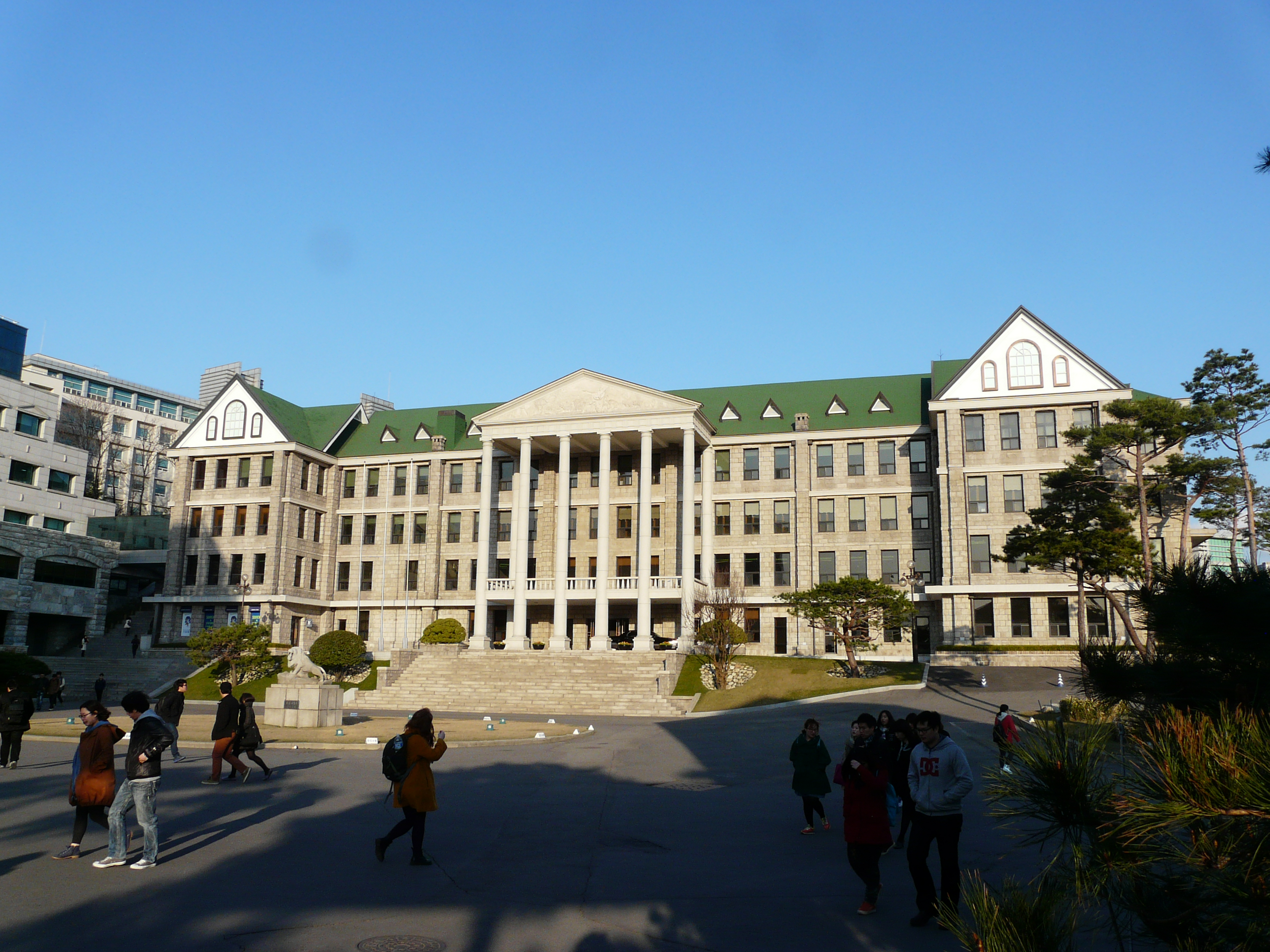
Hanyang-Universität in Seoul, 2013.
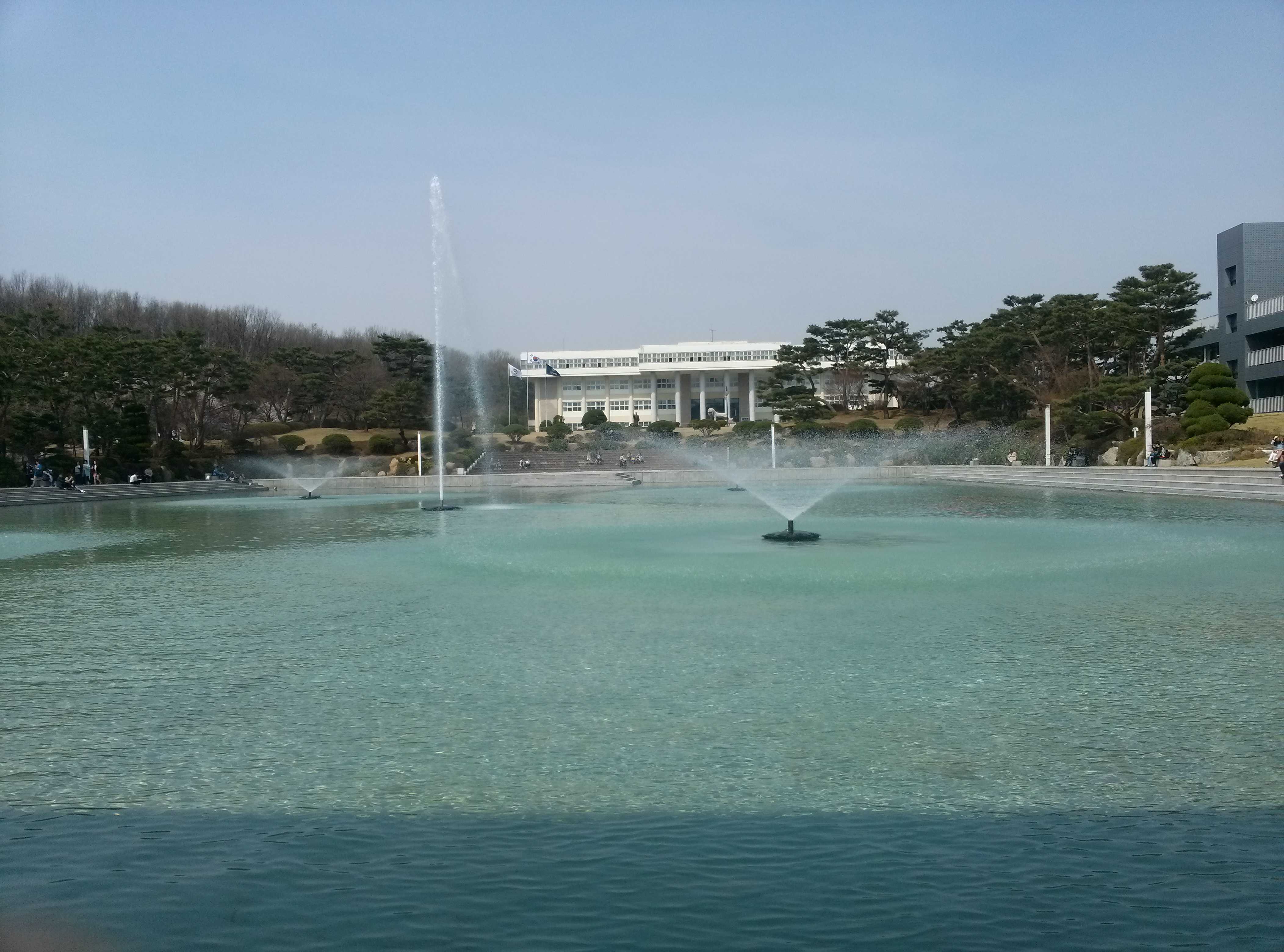
Ansan-Campus, 2014.